# Jelenie (województwo wielkopolskie)
Jelenie – wieś w Polsce położona w województwie wielkopolskim, w powiecie ostrzeszowskim, w gminie Kraszewice.
| SIMC    | Nazwa     | Rodzaj     |
| ------- | --------- | ---------- |
| 0201477 | Folusz    | część wsi  |
| 0201490 | Jajaki    | przysiółek |
| 0201483 | Nowy Staw | część wsi  |

W latach 1975–1998 miejscowość administracyjnie należała do województwa kaliskiego.
Według Narodowego Spisu Powszechnego Ludności i Mieszkań z 2021 roku liczba ludności we wsi Jelenie to 344 z czego 48,0% mieszkańców stanowią kobiety, a 52,0% ludności to mężczyźni. Miejscowość zamieszkuje 9,8% mieszkańców gminy. Identyfikator miejscowości Jelenie w systemie SIMC to 0201460, a współrzędne GPS wsi Jelenie to (18.258611, 51.489444).
W Jeleniach działają Oddziały Specjalne działające przy Szkole Podstawowej im. Kardynała Karola Wojtyły w Kuźnicy Grabowskiej.

## Ludzie związani z Jeleniami
W Jeleniach urodził się Piotr Bednarz- polski robotnik i związkowiec, działacz opozycji w PRL. Na ścianie miejscowej szkoły znajduje się tablica upamiętniająca Piotra Bednarza.